# Джагай и Мадхай
Джага́й и Мадха́й — кришнаитские святые, жившие в Бенгалии в конце XV — начале XVI века. Джагай и Мадхай родились в брахманской семье, но деградировали и превратились в разбойников и дебоширов. Встреча с основоположником традиции гаудия-вайшнавизма Чайтаньей и его ближайшим сподвижником Нитьянандой привела их к духовному преображению. Они стали последователями Чайтаньи и встали на праведный путь, отказавшись от греховной деятельности. История Джагая и Мадхая описывается во многих агиографических текстах о жизни Чайтаньи и его сподвижников. Говорится, что впоследствии Джагай и Мадхай стали одними из лидеров бенгальских вайшнавов.

## История
Согласно повелению Чайтаньи, каждый его последователь должен был ежедневно участвовать в проповеднической деятельности. Чайтанья наказал Нитьянанде и Харидасу Тхакуре идти и проповедовать от двери к двери, прося людей воспевать имена Кришны и вести праведную жизнь, а затем приходить и каждый вечер докладывать об успехах миссионерской деятельности.
Однажды, проходя по главной улице Навадвипы, Нитьянанда и Харидаса Тхакур увидели возбуждённую толпу людей. Расспросив, они узнали, что два брата по имени Джагай и Мадхай, напившись, нарушали общественный порядок. Они также узнали историю двух братьев: оба они родились в почтенной брахманской семье, но из-за дурного общения превратились в распутников. Они были пьяницами, мясоедами, охотниками за женщинами, бандитами, погрязшими во всех грехах. Выслушав рассказы о них, Нитьянанда решил, что эти две падшие души в первую очередь нуждаются в милости Чайтаньи. Нитьянанда подумал, что если они перестанут грешить, это ещё больше прославит Чайтанью. Нитьянанда и Харидаса пробились сквозь толпу и попросили Джагая и Мадхая повторять «Харе Кришна». От этой просьбы братья пришли в ярость и обрушили на Нитьянанду поток ругательств. Вечером, когда Чайтанье был представлен отчёт о проповеднической деятельности, он был рад узнать, что Нитьянанда и Харидаса пытались спасти этих грешников.
На другой день Нитьянанда решил предпринять новую попытку проповеди братьям, но как только он приблизился к ним, Мадхай запустил в него обломком глиняного горшка, который попал Нитьянанде в лоб. Из раны полилась кровь, но Нитьянанда, вместо того чтобы возмутиться этим поступком, начал просить Джагая и Мадхая воспевать святое имя Кришны.
Джагай был потрясён поведением Нитьянанды и тут же начал молить его простить своего грешного брата. Мадхай, однако, вновь попытался ударить Нитьянанду. Джагай остановил его и стал умолять его попросить прощения у Нитьянанды. Тем временем весть о том, что Нитьянанда ранен, достигла Чайтаньи, который в гневе поспешил к месту происшествия. Чайтанья, будучи самим Кришной, тут же призвал Сударшана-чакру — своё главное оружие, имеющее форму диска. Чайтанья хотел было убить Джагая и Мадхая, но Нитьянанда напомнил ему о его миссии, которая заключалась в освобождении падших душ Кали-юги, а Джагай и Мадхай были типичными представителями таких падших людей. В Пуранах говорится, что девяносто процентов людей в Кали-югу подобны Джагаю и Мадхаю. Утверждается, что в Кали-югу люди во всём мире будут обладать качествами последних шудр.
Когда Чайтанья призывал свою Сударшана-чакру, а Нитьянанда умолял его простить братьев, оба брата припали к лотосным стопам Чайтаньи, прося прощения за своё недостойное поведение. Нитьянанда тоже просил Чайтанью простить раскаявшиеся души, и Чайтанья внял его просьбе с условием, что с этих пор братья навсегда откажутся от своей греховной и распутной жизни. Они согласились, пообещав бросить все свои греховные привычки, и Чайтанья простил их и никогда больше не напоминал им об их прошлых прегрешениях. Жители Навадвипы были очень удивлены. Они начали говорить между собой о том, что Чайтанья несомненно является посланником Всевышнего.